# John Wastell
John Wastell (1460 – 1515) fue un arquitecto gótico inglés responsable de la catedral de Manchester, de partes de la Capilla del King's College, en Cambridge, de la torre del crucero (Bell Harry Torre) de la catedral de Canterbury, y de la sección de bóvedas de abanico  de la catedral de Peterborough. También trabajó en la abadía de Bury St. Edmunds.

## Galería de imágenes

Obras de John Wastell
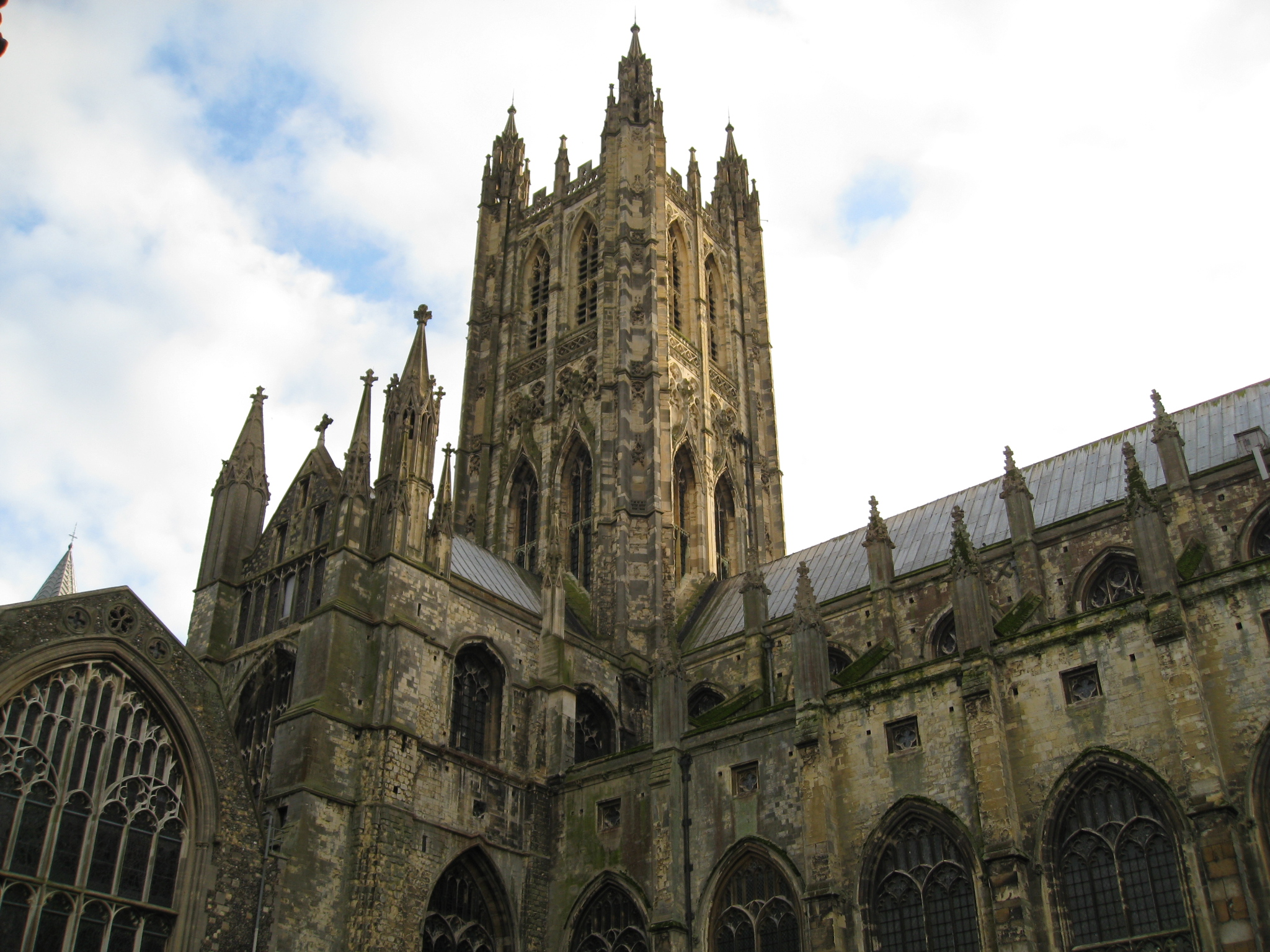
Torre Bell Harry de la catedral de Canterbury
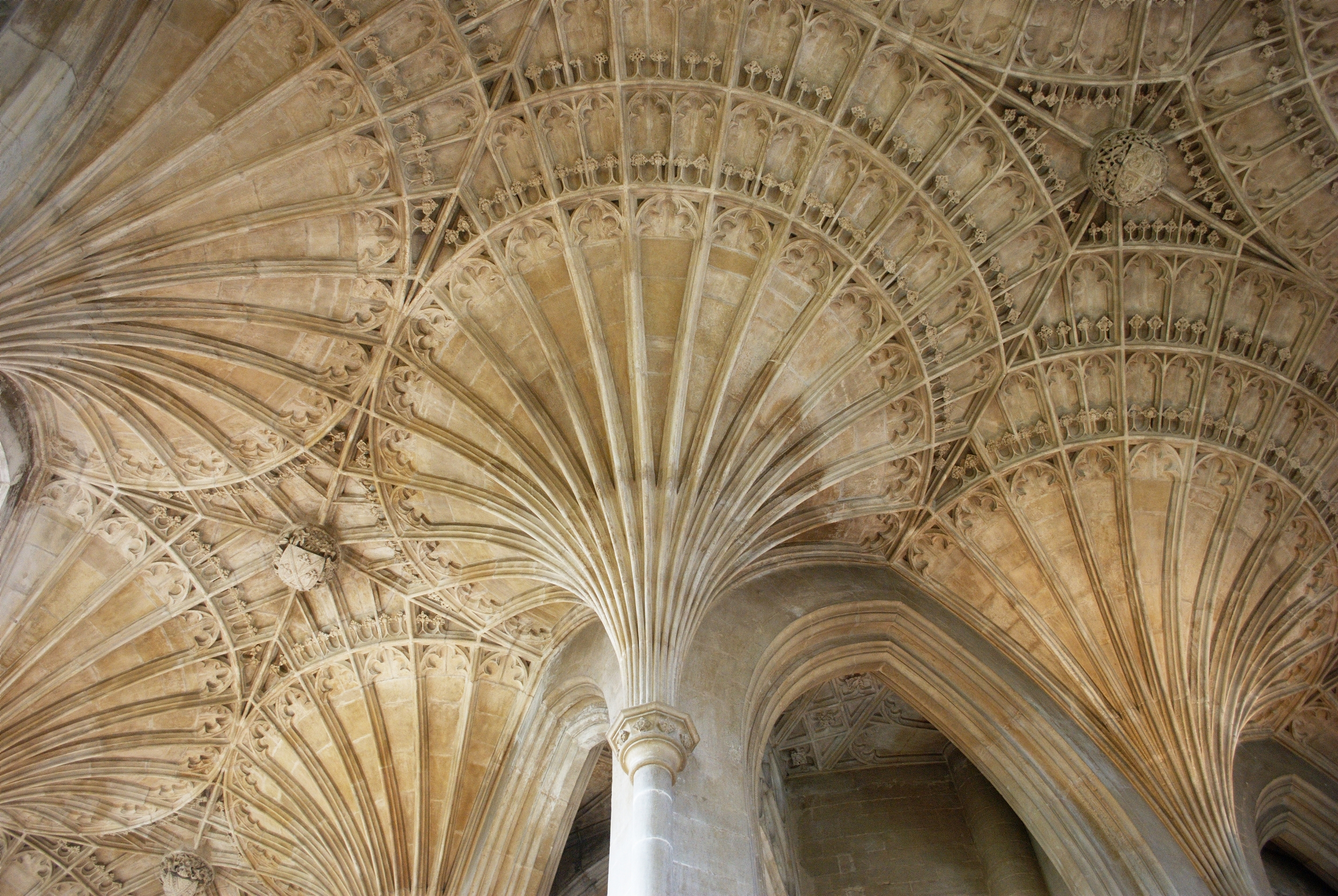
Abovedado en abanico del retro-coro de la catedral de Peterborough
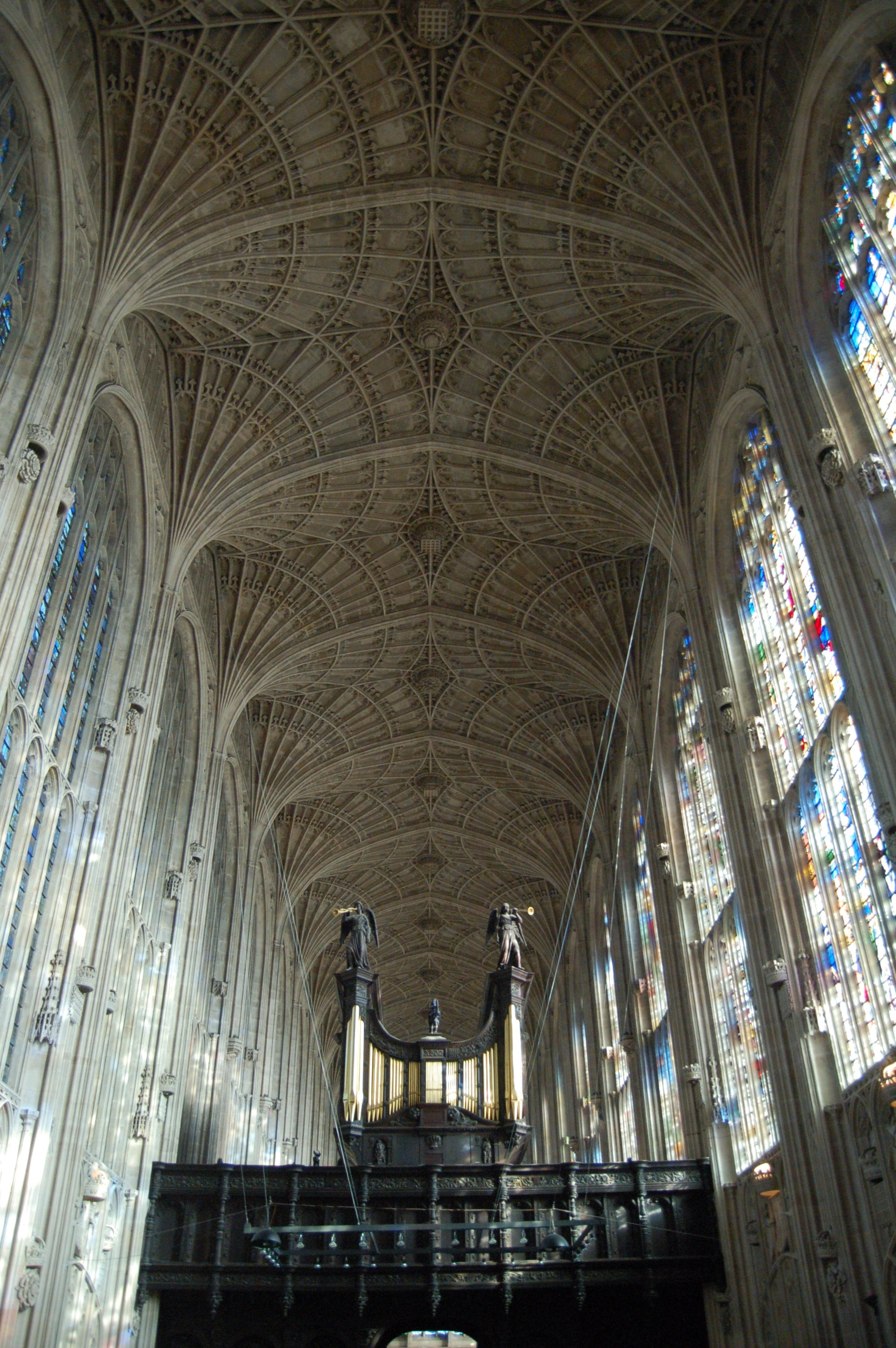
Bóvedas de la capilla del King's College, Cambridge